# Pendia
Pendia es un lugar perteneciente a la parroquia de Serandinas, concejo asturiano de Boal, en España.
No hay disponibles datos respecto a su población (INE, 2013), y se encuentra a unos 150 m de altura sobre el nivel del mar, atravesada por el río de Pendia, al que da nombre, y que es afluente del río Navia. Dista algo más de 6 km de la capital del concejo, tomando desde ésta la carretera AS-12 en dirección a Navia y, a unos 5,5 km de Boal, desviándose a la derecha por una pista asfaltada de unos 800 m.
En las proximidades de Pendia se encuentra, en un pequeño promontorio a la orilla del riachuelo homónimo, el castro de Pendia, que data de época anterior a la romanización de la península ibérica.